# Evan Longoria
Evan Michael Longoria (Downey, 7 ottobre 1985) è un giocatore di baseball statunitense che gioca come terza base per i San Francisco Giants nella Major League Baseball (MLB).

## Carriera

### Inizi e Minor League

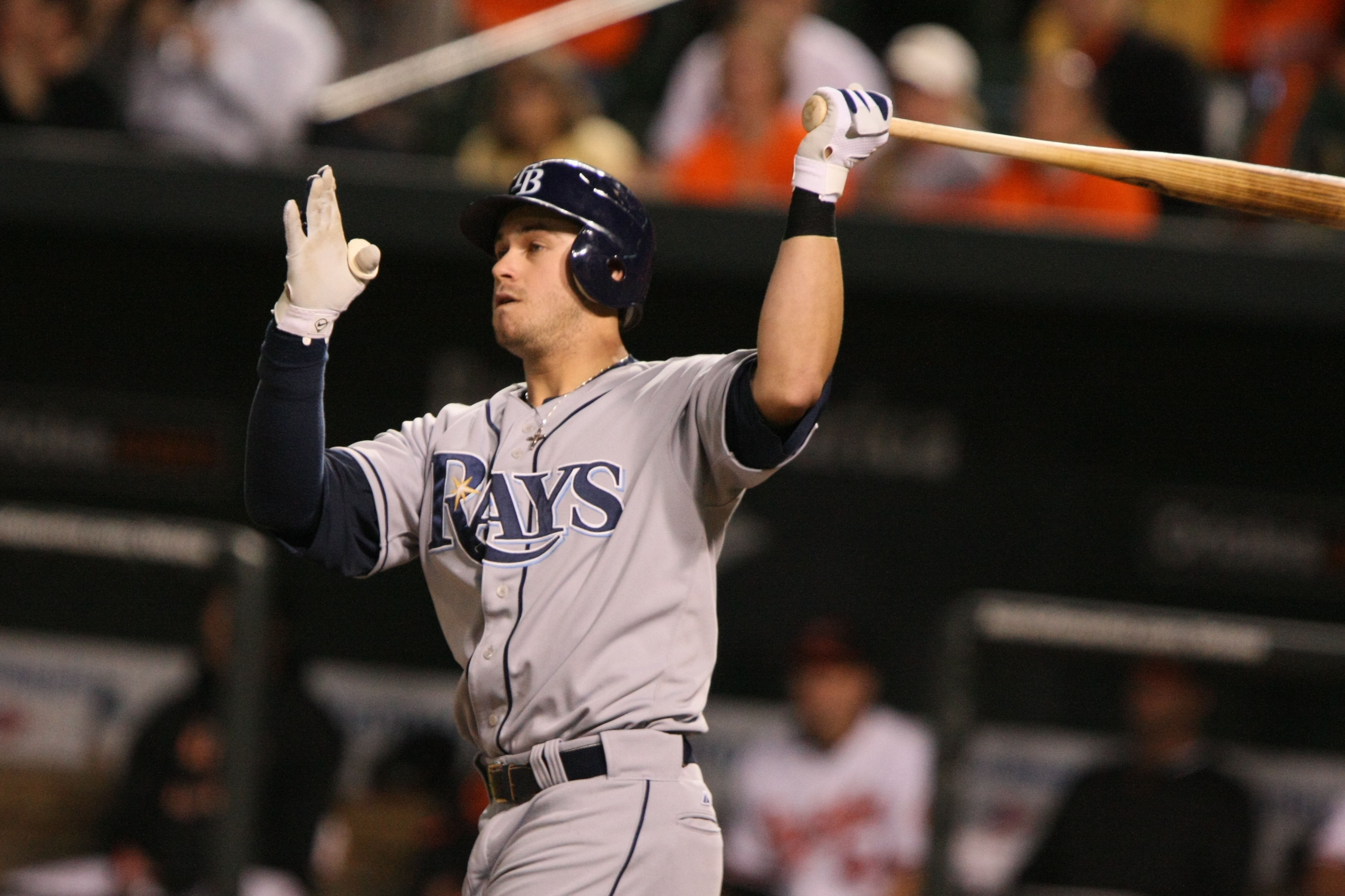
Longoria con i Rays nel 2009

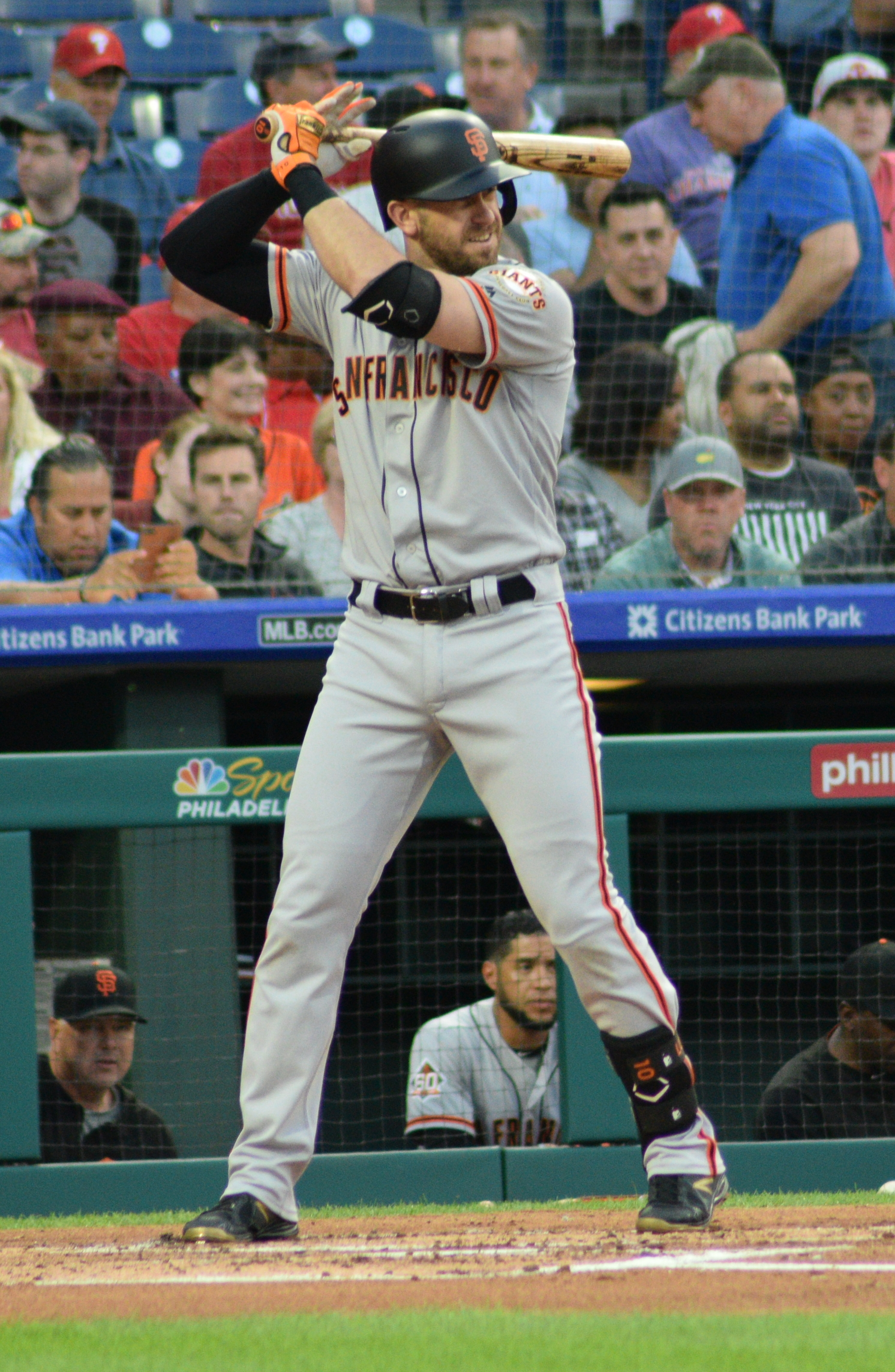
Longoria con i Giants nel 2018

Nato a Downey in California, da padre di discendenza messicana e madre di origini ucraine. Longoria frequentò la St. John Bosco High School di Bellflower e successivamente si iscrisse alla Rio Hondo College di Whittier per poi passare l'anno successivo alla California State University di Long Beach. Da lì venne selezionato nel 1º giro, come 3ª scelta assoluta del draft MLB 2006, dai Tampa Bay Devil Rays, con un bonus alla firma di 3 milioni di dollari, che fu il più alto nella storia della scuola.
Venne assegnato il 20 giugno 2006 alla classe A-breve e dopo sole otto partite, venne promosso nella classe A-avanzata. Il 4 agosto 2006 venne promosso nella Doppia-A, mentre Il 27 luglio 2007, ottenne la promozione nella Tripla-A, classe in cui iniziò la stagione 2008.

### Major League
Debuttò nella MLB il 12 aprile 2008 con i Rays, al Tropicana Field di St. Petersburg contro i Baltimore Orioles. Schierato come terza base titolare, andò in base per la prima volta durante il suo secondo turno di battuta per errore del seconda base, nel terzo turno colpì invece la prima valida che gli fece ottenere il primo punto battuto a casa. Nel quarto e ultimo turno affrontato, ottenne una base su ball. Durante la sua terza partita di MLB, Il 14 aprile contro gli Yankees, batté il suo primo fuoricampo.
Il 18 aprile 2008, rinnovò con i Rays con un contratto esennale dal valore complessivo di 17.5 milioni di dollari, con opzione del club per la settima, ottava e nona stagione.
Dopo aver partecipato al suo primo All-Star Game, il 19 luglio contro i Blue Jays, realizzò il primo grande slam. L'11 agosto venne inserito nella lista degli infortunati per una frattura del polso. Tornò in campo il 13 settembre. Concluse la stagione con 122 disputate nella MLB e 7 nella Tripla-A, tutte disputate prima della promozione.
Al termine della stagione regolare prese parte al post stagione. Il 2 ottobre, nella prima partita del post stagione disputata (sia dal giocatore che dalla franchigia) durante le division series contro i White Sox, Longoria colpì due home run nei primi due turni affrontati. Il 14 ottobre contro i Red Sox; battendo il suo quinto home run, Longoria realizzò il record di fuoricampo battuti da un esordiente nel post-stagione, appartenuto fino a quel momento a Miguel Cabrera, che ne colpì quattro nel 2003.
Durante le World Series partecipò a tutte e cinque le partite, realizzando una valida su venti turni di battuta affrontati e subendo nove eliminazioni per strikeout. Alla fine dell'anno venne nominato esordiente dell'anno dell'American League.
Nel 2009, vinse il suo primo Guanto d'oro e Silver Slugger Award.
Nel 2010, venne convocato per il terzo anno consecutivo per l'All-Star Game e vinse il secondo guanto d'oro.
Nel 2012, saltò parte della stagione a causa di un lesione parziale del tendine del ginocchio, subita il 30 aprile, durante un tentativo di rubata. Completò la stagione con 74 partite disputate nella MLB e 10 nella Tripla-A.
Nel 2013 colpì 32 home run, uno in meno della stagione 2009. Nelle stagione 2014 e 2015 invece batté rispettivamente 22 e 21 fuoricampo. Si riscatto però nel 2016, quando realizzò 36 fuoricampo e 173 valide, i suoi record personali in una singola stagione.
Nel 2017 vinse il suo terzo Guanto d'oro per le sue prestazioni a livello difensivo.
Il 20 dicembre 2017 i Rays scambiarono Longoria (più un compenso in denaro) con i San Francisco Giants, in cambio dei giocatori Christian Arroyo, Denard Span, Matt Krook e Stephen Woods.
Il 14 giugno 2018, venne colpito da un lancio alla mano sinistra, fratturandosi il quinto metacarpo. Tornò in campo dopo un'operazione chirurgica, completando la stagione regolare con 125 presenze.
Il 21 agosto 2020, Longoria realizzò il suo fuoricampo numero 300.

## Nazionale
Con la nazionale di baseball degli Stati Uniti d'America ha disputato il campionato mondiale di baseball 2007 e il World Baseball Classic 2009.

## Palmares

### Nazionale
- Campionato mondiale di baseball:  Medaglia d'Oro

Team USA: 2007

### Individuale
- All-Star Game: 3

2008, 2009, 2010
- Esordiente dell'anno dell'American League - 2008
- Guanti d'oro: 3

2009, 2010, 2017
- Silver Slugger Award: 1

2009
- Defensive Player of the Year: 1

2013
- Giocatore del mese: 1

AL: aprile 2009
- Esordiente del mese: 1

AL: giugno 2008
- Giocatore della settimana: 7

AL: 29 giugno 2008, 12 aprile, 3 maggio e 6 settembre 2009,
22 agosto 2010, 12 maggio 2013, 5 giugno 2016